# Света Троица (Кочово)
Вижте пояснителната страница за други значения на Света Троица.
„Света Троица“ е православна църква в село Кочово, община Велики Преслав, област Шумен. Тя е част от Шуменска духовна околия, Варненска и Великопреславска епархия на Българската православна църква. Построена е през 1892 г. Тя е действаща само на големи религиозни празници. Първосвещеник на храма е иконом Неделчо Стефанов Чанков.

## История
Църквата е построена през 1892 г. Построяването ѝ става с помощта на дарителя Анастас Д. Колиянов от град Шумен и местни жители. По време на изграждането на храма селото населяват 420 българи.
През 1930 г. е завършена камбанарията. Закупена е камбана, върху която е отлято: „Камбанолейрна – братя Георги и Стоянъ Д. Алексиеви и синове – София – 1927 г. Приидите към молитва и покаяние“.
Църквата е еднокорабна, с масивни полуцилиндрични сводове. Иконостасът е изработен от майстор Тихол Марков от Трявна.
Над западния вход е поставен надпис, гласящ: „Сие икони са изписали братя Васил и Тодор Генкови от село Трявна. Целият горен ред малки и големи са зографисани от майстор Тихол Марков“.
В документи от различните години, името на храма се явява като „Св. Троица“, друг път като „Св.св. Кирил и Методий“. По искане на свещеник Димитър Михайлов на 10 януари 1962 г. пристига окончателно становище от Св. Митрополия – храмът да се нарича „Св. Троица“.
Към храма е имало християнско ученическо дружество „Св. Йоан Рилски“ и ученически хор.